# 小野由美子
小野 由美子（おの ゆみこ、1966年（昭和41年） - ）は、日本のジャーナリスト、編集者である。ウォール・ストリート・ジャーナル デジタル・メディア アジア統括編集長。
東京出身。筑波大学国際関係学類卒業。

## 経歴

### 生い立ち
4歳のとき、父親の仕事に伴ってニューヨーク市クイーンズに移住。幼稚園、小学校ともに現地の学校に通った。
9歳となった小学校4年生のときに日本に帰国。同6年生の秋には再び日本を離れ、ロンドンのサットンに居住した。同地の女子校に中学校3年生まで通い、再びニューヨークに移り、ロングアイランド北岸の町、ポートワシントンに住んだ。
同地の公立高校に通い飛び級で卒業後、16歳で茨城県の筑波大学に入学。同大学に新設された国際関係学類の帰国子女枠の第1期生となった。在学中には翻訳のアルバイトなどを行っていたが、大学4年生のときにウォール・ストリート・ジャーナル東京支局での通訳・アシスタントのアルバイト職を得た。

### ウォール・ストリート・ジャーナル
1986年（昭和61年）、ウォール・ストリート・ジャーナル東京支局に入社。一般ビジネスニュースを担当した。1994年（平成6年）にはニューヨーク本社に異動となり、食品、広告、小売業界担当の記者として勤務した。
1998年（平成10年）、東京特派員として東京支局に戻り、長期に渡って低迷する日本経済についての特集記事を執筆するなどした。2002年（平成14年）には東京支局副支局長となり、同支局長代理を経て、翌年には同支局長に就任した。2009年（平成21年）6月よりウォール・ストリート・ジャーナル日本版編集長を務める。2014年 (平成26年) 11月よりウォール・ストリート・ジャーナル香港支局にて勤務。アジア地域におけるデジタル・メディア媒体の編集統括を担当している。

### 出演
テレビ番組のコメンテーターとして、情報番組 『とくダネ!』（フジテレビ）や、ニュース番組 『ワールドWaveモーニング』（NHK BS-1）への出演もある。